# Etapa de Ribeirão Preto da Stock Car Brasil de 2011
A Etapa de Ribeirão Preto será a terceira corrida da temporada 2011 da Stock Car Brasil, prevista para ocorrer no dia 17 de abril de 2011. Atíla Abreu foi o vencedor.
Para a realização desta edição da etapa, o circuito sofreu alterações na largura da pista e no traçado.

## Classificação

### Treino oficial
| Pos | Nº | Piloto             | Equipe                  | Tempo      |
| --- | -- | ------------------ | ----------------------- | ---------- |
| 1   |    | Luciano Burti      | Itaipava Boettger       | 1min08s434 |
| 2   |    | Cacá Bueno         | Red Bull                | 1min08s435 |
| 3   |    | Átila Abreu        | AMG Motorsport          | 1min08s496 |
| 4   |    | Duda Pamplona      | Officer ProGP           | 1min08s502 |
| 5   |    | Allam Khodair      | Vogel Motorsport        | 1min08s977 |
| 6   |    | Max Wilson         | Eurofarma RC            | 1min08s798 |
| 7   |    | Daniel Serra       | Red Bull                | 1min08s810 |
| 8   |    | Marcos Gomes       | Meldey Full Time        | 1min09s555 |
| 9   |    | Ricardo Maurício   | Eurofarma RC            | 1min08s908 |
| 10  |    | Thiago Camilo      | RCM Motorsport          | 1min08s971 |
| 11  |    | Júlio Campos       | Scuderia 111            | 1min09s031 |
| 12  |    | Nonô Figueiredo    | Esso Mobil Super Racing | 1min09s036 |
| 13  |    | David Muffato      | Itaipava Boettger       | 1min09s055 |
| 14  |    | Ricardo Zonta      | Crystal Racing          | 1min09s120 |
| 15  |    | Rodrigo Sperafico  | JF Racing               | 1min09s201 |
| 16  |    | Popó Bueno         | A. Mattheis             | 1min09s335 |
| 17  |    | Giuliano Losacco   | Hot Car                 | 1min09s366 |
| 18  |    | Denis Navarro      | Bassani Racing          | 1min09s483 |
| 19  |    | Diego Nunes        | Bassani Racing          | 1min09s658 |
| 20  |    | Alan Hellmeister   | Scuderia 111            | 1min09s714 |
| 21  |    | Alberto Valério    | AMG Motorsport          | 1min09s719 |
| 22  |    | Alceu Feldmann     | A. Mattheis             | 1min09s784 |
| 23  |    | Xandinho Negrão    | Medley Full Time        | 1min10s808 |
| 24  |    | Felipe Maluhy      | Officer ProGP           | 1min09s897 |
| 25  |    | Antonio Pizzonia   | Hot Car                 | 1min09s989 |
| 26  |    | Cláudio Ricci      | Crystal Racing          | 1min09s993 |
| 27  |    | Eduardo Leite      | Hot Car                 | 1min10s178 |
| 28  |    | Tuka Rocha         | Vogel Motorsport        | 1min10s237 |
| 29  |    | Lico Kaesemodel    | RCM Motorsport          | 1min10s352 |
| 30  |    | Antonio Jorge Neto | AMG Motorsport          | 1min11s488 |
| 31  |    | Valdeno Brito      | Esso Mobil Super Racing | Sem tempo  |
| 32  |    | Rodrigo Navarro    | JF Racing               | Sem tempo  |

### Corrida
| Pos | Nº | Piloto             | Equipe             | Tempo       |
| --- | -- | ------------------ | ------------------ | ----------- |
| 1   |    | Átila Abreu        | AMG Motorsport     | 49min25s193 |
| 2   |    | Max Wilson         | Eurofarma RC       | a 0s959     |
| 3   |    | Cacá Bueno         | Red Bull           | a 3s204     |
| 4   |    | Allam Khodair      | Vogel Motorsport   | a 4s723     |
| 5   |    | Ricardo Maurício   | Eurofarma RC       | a 5s728     |
| 6   |    | Marcos Gomes       | Meldey-Full Time   | a 6s627     |
| 7   |    | Xandinho Negrão    | Medley-Full Time   | a 7s010     |
| 8   |    | Thiago Camilo      | RCM Motorsport     | a 7s725     |
| 9   |    | Júlio Campos       | Scuderia 111       | a 8s509     |
| 10  |    | Popó Bueno         | A. Mattheis        | a 9s459     |
| 11  |    | Felipe Maluhy      | Officer ProGP      | a 10s866    |
| 12  |    | Giuliano Losacco   | Hot Car            | a 11s374    |
| 13  |    | Eduardo Leite      | Hot Car            | a 12s110    |
| 14  |    | Duda Pamplona      | Officer ProGP      | a 12s673    |
| 15  |    | Valdeno Brito      | Mobil Super Racing | a 13s825    |
| 16  |    | Lico Kaesemodel    | RCM Motorsport     | a 16s646    |
| 17  |    | Cláudio Ricci      | Crystal Racing     | a 17s764    |
| 18  |    | Diego Nunes        | Bassani Racing     | a 18s114    |
| 19  |    | Alan Hellmeister   | Scuderia 111       | a 21s043    |
| 20  |    | David Muffato      | Itaipava Boettger  | a 24s250    |
| 21  |    | Rodrigo Navarro    | JF Racing          | abandonou   |
| 22  |    | Rodrigo Sperafico  | JF Racing          | abandonou   |
| 23  |    | Tuka Rocha         | Vogel Motorsport   | abandonou   |
| 24  |    | Daniel Serra       | Red Bull           | Abandonou   |
| 25  |    | Luciano Burti      | Itaipava Boettger  | abandonou   |
| 26  |    | Nonô Figueiredo    | Mobil Super Racing | abandonou   |
| 27  |    | Alceu Feldmann     | A. Mattheis        | abandonou   |
| 28  |    | Alberto Valério    | AMG Motorsport     | abandonou   |
| 29  |    | Antonio Pizzonia   | Amir Nasr          | abandonou   |
| 30  |    | Antonio Jorge Neto | AMG Motorsport     | abandonou   |
| 31  |    | Ricardo Zonta      | Crystal Racing     | abandonou   |
| 32  |    | Denis Navarro      | Bassani Racing     | Abandonou   |